# Liatongus mergacerus
Liatongus mergacerus är en skalbaggsart som beskrevs av Hope 1831. Liatongus mergacerus ingår i släktet Liatongus och familjen bladhorningar. Inga underarter finns listade i Catalogue of Life.